# McAllister Glacier
Der McAllister Glacier liegt in einem großen Kartal nördlich und östlich der Dorado Needle im North Cascades National Park im US-Bundesstaat Washington. Der Gletscher ist etwa 1,85 mi (2,98 km) lang, an seinem Ende etwa 1,5 mi (2,4 km) breit und fließt von 8.000 ft (2.438 m) bis auf 4.500 ft (1.372 m) Höhe herab, wo er in der Nähe eines Eisstausees endet. Der McAllister Glacier ist beinahe mit dem Inspiration Glacier im Süden verbunden; die beiden Gletscher sind durch einen als Tepeh Towers bezeichneten Grat getrennt. Der Klawatti Peak und ein sich nordwärts erstreckender Grat trennen den McAllister Glacier vom Klawatti Glacier im Osten. Satellitenbilder legen nahe, dass der McAllister Glacier zwischen  1998 und 2006 um mehr als 500 ft (ca. 150 m) zurückging.